# Сержантерія
Сержантерія (англ. serjeanty [ˈsɑrdʒənti]) — під час феодалізму у Франції та Англії в середні віки сержантське володіння було формою володіння в обмін на певний обов'язок, відмінний від стандартної лицарської служби.

## Етимологія
Слово походить від французького іменника sergent, саме від латинського serviens, servientis, «служіння», дієприкметник теперішнього часу дієслова servo, «берегти, зберігати, рятувати, рятувати, доставити». «Сержант» походить з того самого джерела, але має зовсім інше значення.

## Походження і розвиток
Сержантство виникло з надання земельного маєтку за умови виконання певного обов'язку, відмінного від лицарської служби, як правило, виконання обов'язків у родині короля чи знаті. Він варіювався від нестандартної служби в королівській армії (яка відрізнялася лише спорядженням від лицарської) до дрібних послуг (наприклад, надання певної кількості основних продуктів харчування, таких як гуска), які ледь відрізнялися від орендної плати орендаря, що платить, або продавця.
Історики права Фредерік Поллок і Фредерік Вільям Мейтленд (1895) описали це як безкоштовне «служіння» в тому сенсі, що сержант, незалежно від його завдання, був по суті слугою. Проте феодальний історик Джон Горацій Раунд заперечив, що їх визначення не охоплює військових сержантів і приховує почесну цінність принаймні деяких послуг.

Історик Мері Бейтсон стверджувала наступне щодо сержантів:
(Вони) не завжди були ані військовими, ані завжди землеробськими, але могли дуже наближатися до служби лицарів або служби землеробів… Сержант тримав голову короля, коли він робив важкий перехід через Ла-Манш, перетягувати мотузку, коли його корабель причалював, рахувати його шахові фігури на Різдво, приносити паливо в його замок, виконувати теслярські роботи, знаходити свій горщик трави, кувати заліза для плуга, доглядати за своїм садом, доглядати за пораненими на полюванні гончими, служити ветеринаром для його хворих соколів, такими та багатьма іншими можуть бути церемоніальні чи слуги, які належатимуть від дано сержантство.
Різновиди сержантства пізніше були розширені юристами, які для зручності класифікували під цим заголовком такі обов'язки, як ескорт-служба абатиси Баркінг або військова служба на кордоні з Вельзом людьми Арченфілда.

### Книга судного дня
Сержанти (servientes) уже фігурують як окремий клас у Книзі Страшного суду 1086 року, хоча не у всіх випадках відрізняються від баронів, які мали лицарську службу. Кілька середньовічних сержантських володінь можна точно простежити аж до Судного дня у випадку трьох сержантів Гемпшира: виконання обов'язків королівського маршала, пошук стрільця для його служби та утримання в'язниці у Вінчестерському замку. Проте ймовірно, що багато передбачуваних сержантських володінь насправді не були такими, хоча це описано в звітах, у посмертних розслідуваннях та інших записах. Найпростіший юридичний критерій володіння полягав у тому, що сержанти, хоч і підлягали феодальним поборам опіки тощо, не підлягали щитовому збору; вони зробили замість цієї вимоги спеціальні послуги короні.
Деякі з орендарів Книги страшного суду могли бути сержантами до норманського завоювання, за часів короля Едуарда Сповідника. Наприклад, якийсь Сівард Аципітрарій (від латинського accipiter, «яструб»), імовірно торговець Едварда Сповідника, отримав від короля маєток вартістю 7 фунтів стерлінгів у Сомерсеті, і зробив це в районі, який відповідав його заняттям, поблизу до водного середовища існування. Дж. Г. Раунд приписував розвиток сержантства в Англії нормандському впливу, хоча він не відкидав раніші корені. Англосаксонський історик Джеймс Кемпбелл припустив, що сержанти, такі як кур'єрські служби, зареєстровані в ХІІІ столітті, можуть являти собою «напівскам'янілі залишки важливих частин англосаксонської урядової системи».

## Велика сержантерія проти малої сержантерії
Зародок пізнішого розрізнення між «великою» (французьким: grand, «великий») і «дрібною» (французьким petit, «малий») сержантерією знаходимо у Великій хартії вольностей 1215 року, коли там король відмовився від права прерогативи опіки у випадку з тими, хто тримався від нього через зображення малих статей. Правова доктрина, яка розвинула те, що сержантерії були невідчужуваними (тобто такими, що не підлягають передачі) і неподільними, призвела під час правління короля Генріха III (1216—1272) до перегляду сержантів, землі яких були частково відчужені, які таким чином були перетворені у socage володіння (тобто сплата грошової ренти), або в деяких випадках, володіння лицарською службою. Поступово прірва розширилася, і «дрібні сержантства», які складалися з рендерів, разом із сержантами, які належали месним лордам, занурилися в соцагентство, тоді як «великі» сержантства, власники яких виконували свою службу особисто, стали відповідальними під тягарем опікунства та шлюбу. У Літтлтонських володіннях (XV століття) ця відмінність виглядає добре визначеною, але розвитком була юридична теорія.

## Розпад
Під час правління короля Едуарда I (1272—1307) сержантське володіння стало на спад, як зазначає Кімбол (1936):
"Як тільки воно почало поступатися, сержантство розпалося швидше й легше, ніж інші землеволодіння, оскільки феодальна концепція суспільства втратила свою силу… Його різноманітні послуги мали… багато часток. Велика кількість незабаром вийшла з ужитку; інші були замінені на грошові виплати або переведені на лицарську службу; деякі, які були почесними або декоративними, зберігалися в оригінальному вигляді як частина церемонії коронації. Деякі з них, які ще були корисними, виконувалися заступниками або були включені до звичайної адміністративної системи.
Коли під час реставрації монархії королем Карлом II (1649—1651) було скасовано військову лицарську службу, старший сержантський сан був збережений, безсумнівно, через його почесний характер, на практиці він був обмежений до виконання певних обов'язків під час коронацій, виконання яких як право завжди було бажаним, і найдавнішим записом про які є запис про коронацію королеви Елеонори Прованської в 1236 році. Найпомітнішими є Чемпіон королеви, що належить маєтку Скрівелсбі, який довгий час утримувала родина Даймоків, і опора правої руки короля, що належить маєтку Ворсоп.

## Сучасні залишки
Хоча сьогодні будь-які залишки великого сержантства вважаються високопочесними посадами, слід пам'ятати, що спочатку чержанство було обов'язком, а не правом. Зрозуміло, що навіть до середньовіччя велика частина сержантства на практиці стала просто знаком високої честі, наданої монархом, де цей обов'язок був явно абсурдним і абсолютно необтяжливим, за винятком вимоги щодо фізичної присутності відповідного орендаря. Обов'язок підтримувати праву руку короля все ще виконувався під час коронації короля Едуарда VII у 1902 році. Хоча перший володар таких успадкованих великих сержантів явно був людиною, яку любив і поважав монарх, який призначав, і відповідав цій ролі, характер спадкоємця орендаря на посаді, яка часто передбачає особисту близькість, може бути менш приємним для майбутнього монарха. Значення сержанта як домашнього офіцера досі збереглося в монарших сержантах, сержантах-хірургах і сержантах-трубачах. Кінні та піші сержанти (servientes) королівської армії в ХЫЫ столітті, які стояли після лицарів і були легше озброєні, не були пов'язані з землеволодінням.

## Приклади великого сержантства
- Садиба Фарнем, обов'язок надавати білі дитячі рукавички та підтримувати праву руку короля, поки королівський скіпетр був у його руці під час коронації, з кінця XI століття до 1327 року.
- Маєток Ворсоп, те ж, з 1327 р.
- Садиба Скрівелсбі, Чемпіон королеви
- Обов'язок садиби Кінгстон Рассел рахувати королівські шахові фігури та зберігати їх після гри
- Садиба Кеннінгхолл — власнысть головного дворецького Англії
- Маєток Бардольф-ін-Аддінгтон, обов'язок служити трапезі Діллегрута на коронаціях, 1066—1821 рр.[11]
- Маєток Нетер-Білсінгтон, обов'язок подарувати три кленові чашки
- Маєток Естон-ле-Маунт, головний комірник та органызатор громадського харчування
- Садиба Вімондлі, обов'язок носити срібну позолочену чашу
- Садиба Лістон, обов'язок нести зарядку пластин
- Садибп Пелхем, Головний каналізатор (сервер)
- Садиба Гейдон, обов'язок носити рушник для миття рук монарха
- Маєток Бедфорд, Алмонер
- Садиба Ашель, наперер
- Садиба Скультонів, комірник
- Маєток Кінвер і Стоуртон утримувався службою збереження Королівського лісу Кінвер

## Спадкові служби в брутто
Сержантерыю слід відрізняти від посад, що перебувають у спадковому порядку «в брутто». Це не сержанти, оскільки вони не були випадками володіння садибою чи іншою землею. Вони успадковуються так само, як баронство за наказом, тому вони можуть переходити до дочки, якщо немає спадкоємця чоловічої статі, і бути розділеними між дочками як співспадкоємиці, якщо їх декілька.
Приклади:
- лорд Великий камергер;
- обов'язок носити шпори під час коронації (сьогодні покладено на барона Гастінгса та барона Черстона, які походять від Гастінгса, графа Пемброка через барона Грея з Рутіна);
- великий різьбяр Англії.

### Вторинні джерела
- Round, J. Horace. The King's Serjeants & Officers of State with their Coronation Services. London, 1911. PDF available from the Internet Archive.
- Oggins, Robin S. The Kings and Their Hawks. New Haven, 2004.
- Pollock, Sir Frederick and Frederic William Maitland. History of English Law before the Time of Edward I. 2nd edition. 1898 (first edition 1895). Available from the Internet Archive.
- Ця стаття включає текст з публікації, яка тепер перебуває в суспільному надбанні:
John Horace Round (1911). Serjeanty. У Chisholm, Hugh (ред.). // Encyclopædia Britannica (англ.) (вид. 11-те). Cambridge University Press.

## Подальше читання

### Першоджерела
- Domesday Book, see e.g. the Victoria History of Hampshire, vol. I.
- Red Book of the Exchequer. Rolls series.
- Book of Fees

### Вторинні джерела
- Brand, Paul. «The Serjeants of the Common Bench in the reign of Edward I. An Emerging Professional Elite.» In Thirteenth century England VII: Proceedings of the Durham conference 1997, ed. M. Prestwich, R. H. Britnell, and R. Frame. Woodbridge, 1999. 81–102.
- Campbell, James. «Some Agents and Agencies of the Late Anglo-Saxon State.» Domesday Studies, ed. J. C. Holt. Woodbridge, 1987. 201-18.
- Kimball, Elisabeth G. Serjeanty tenure in medieval England. Yale Historical Publications Miscellany 30. New Haven and London, 1936.
- Oggins, V. D. and Robin S. Oggins. «Hawkers and falconers along the Ouse. A geographic principle of location in some serjeanty and related holdings.» Proceedings of the Cambridge Antiquarian Society 80 (1992 for 1991)': 7–20.
- Poole, Austin Lane. Obligations of Society in the XII and XIII Centuries. Oxford, 1946. Chapter[який?].

Старіші роботи

- McKechnie, William Sharp, Magna Carta (1905).
- Blount, Tenures. Useful, but its editions are very uncritical.
- Franks, Coronation Claims.